# Scale di Napoli
(Edoardo Bennato, La città obliqua)

Sophia Loren e Aldo Giuffré sui Gradini Giuseppe Piazzi nel film Ieri, oggi, domani.

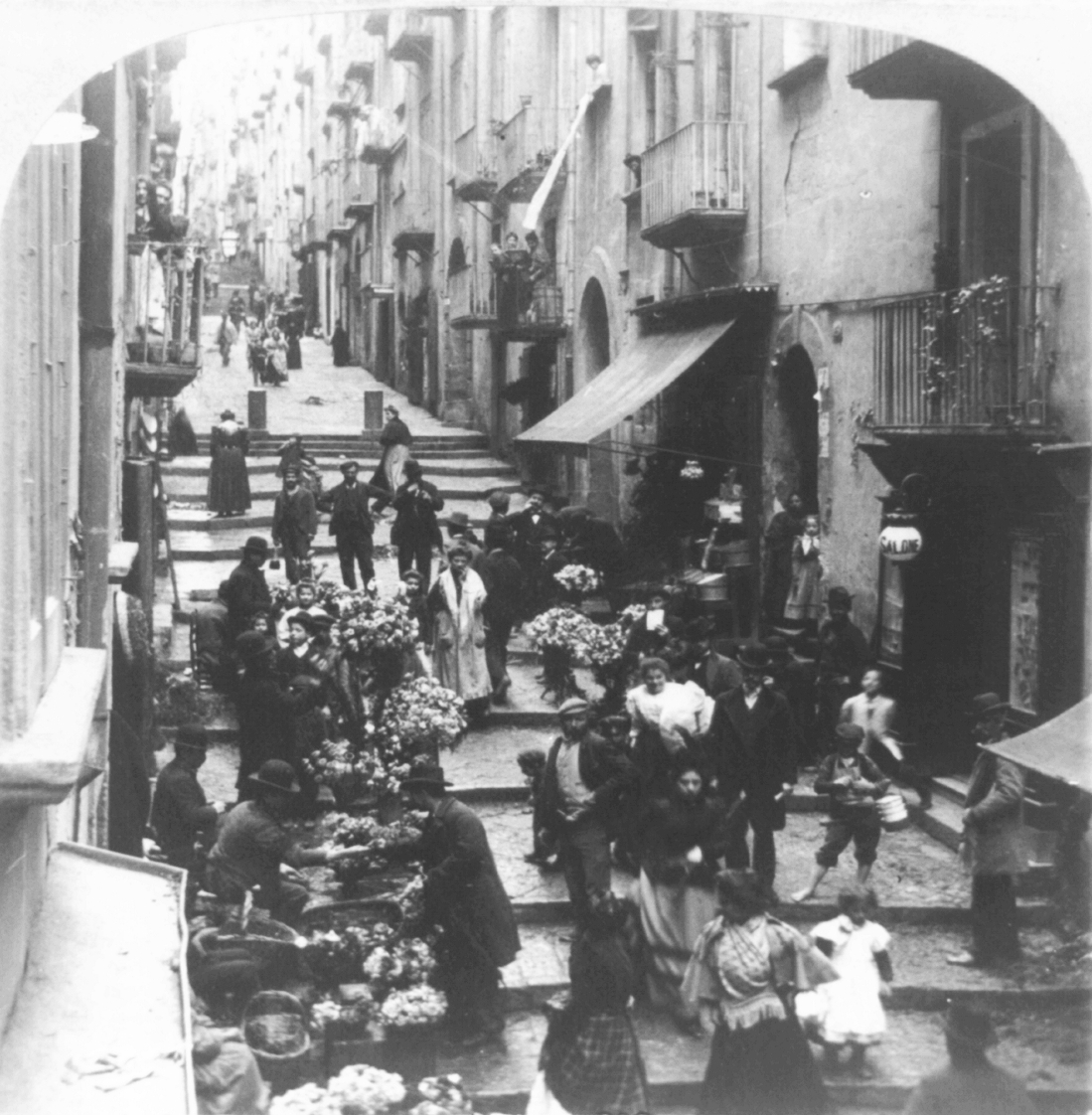
Foto di una scalinata nel 1902 (probabilmente i Gradoni di Chiaia, di cui oggi ne rimane solo un piccolo tratto)

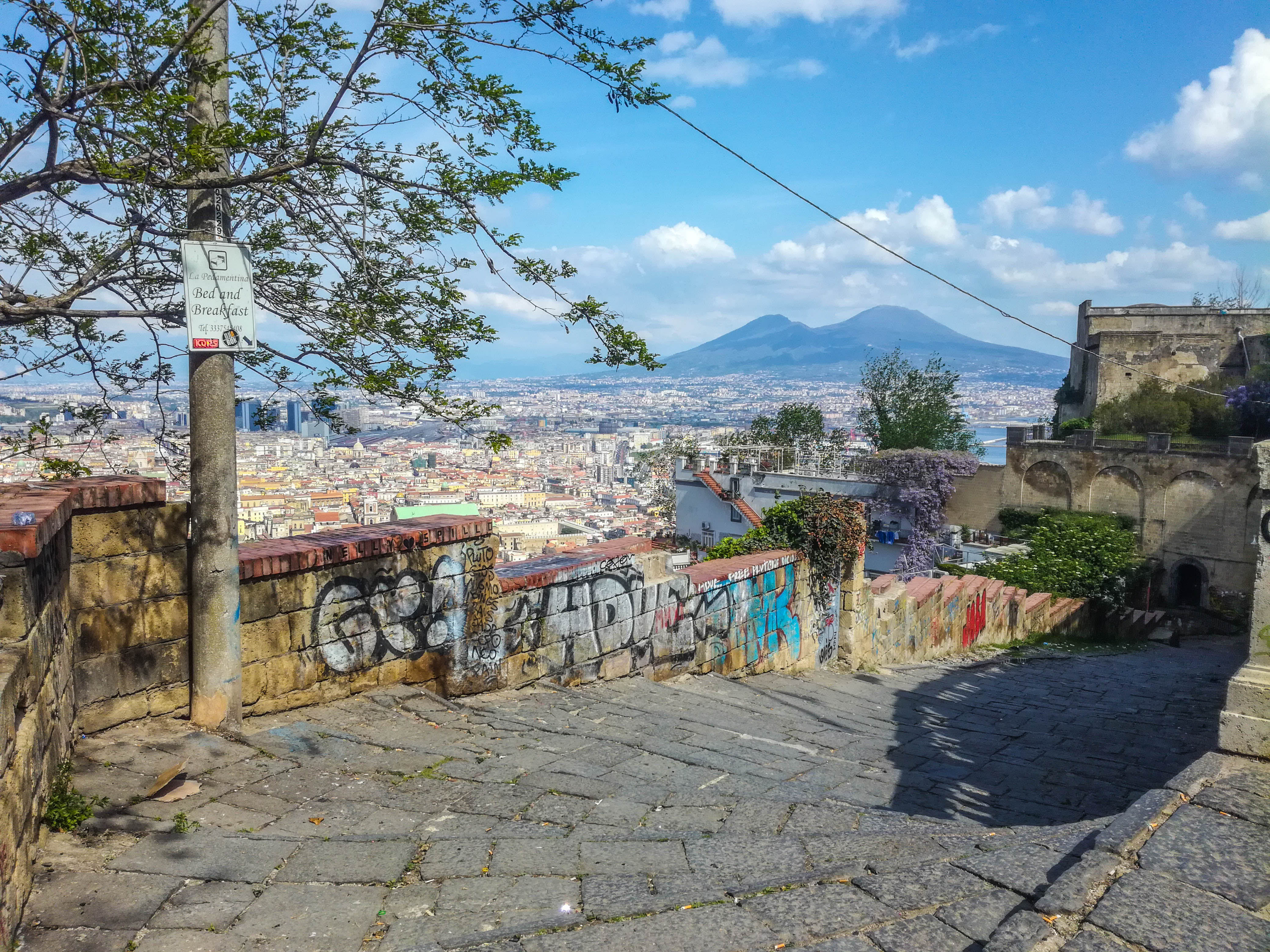
Le scale della Pedamentina di Tino di Camaino e aiuti.

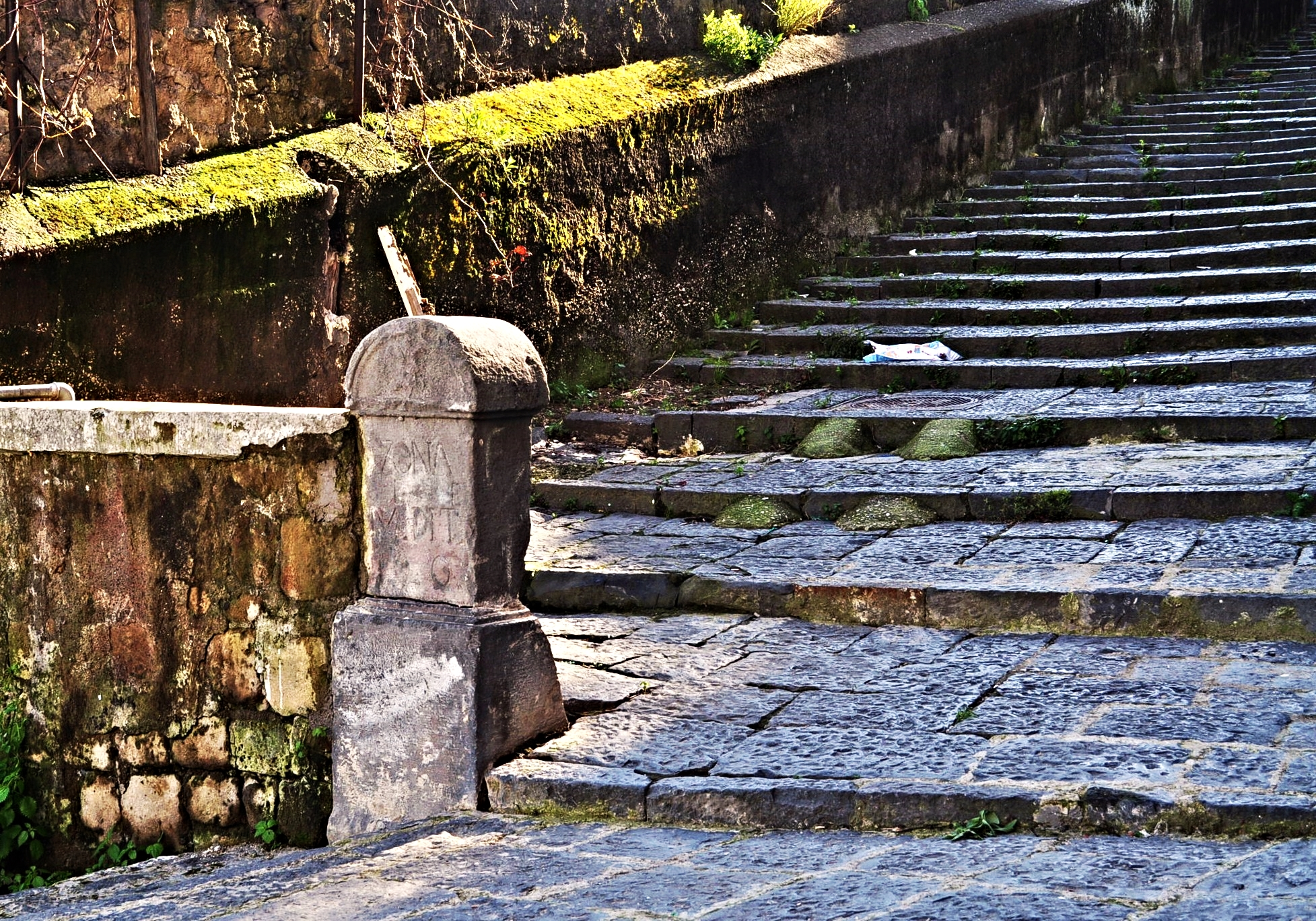
La Pedamentina: una delle decine di rampe.

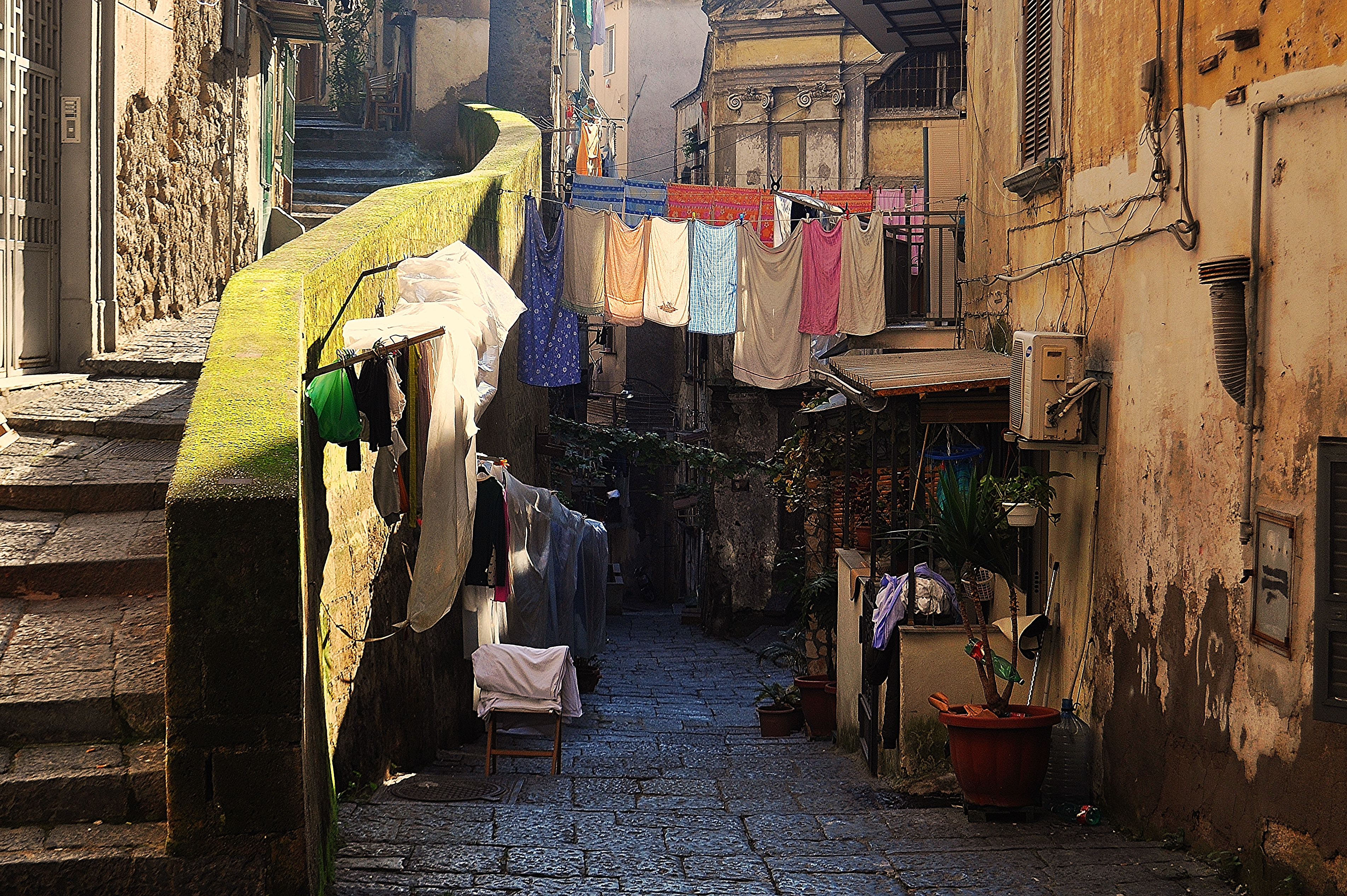
Via gradinata di Sant'Antonio ai Monti.

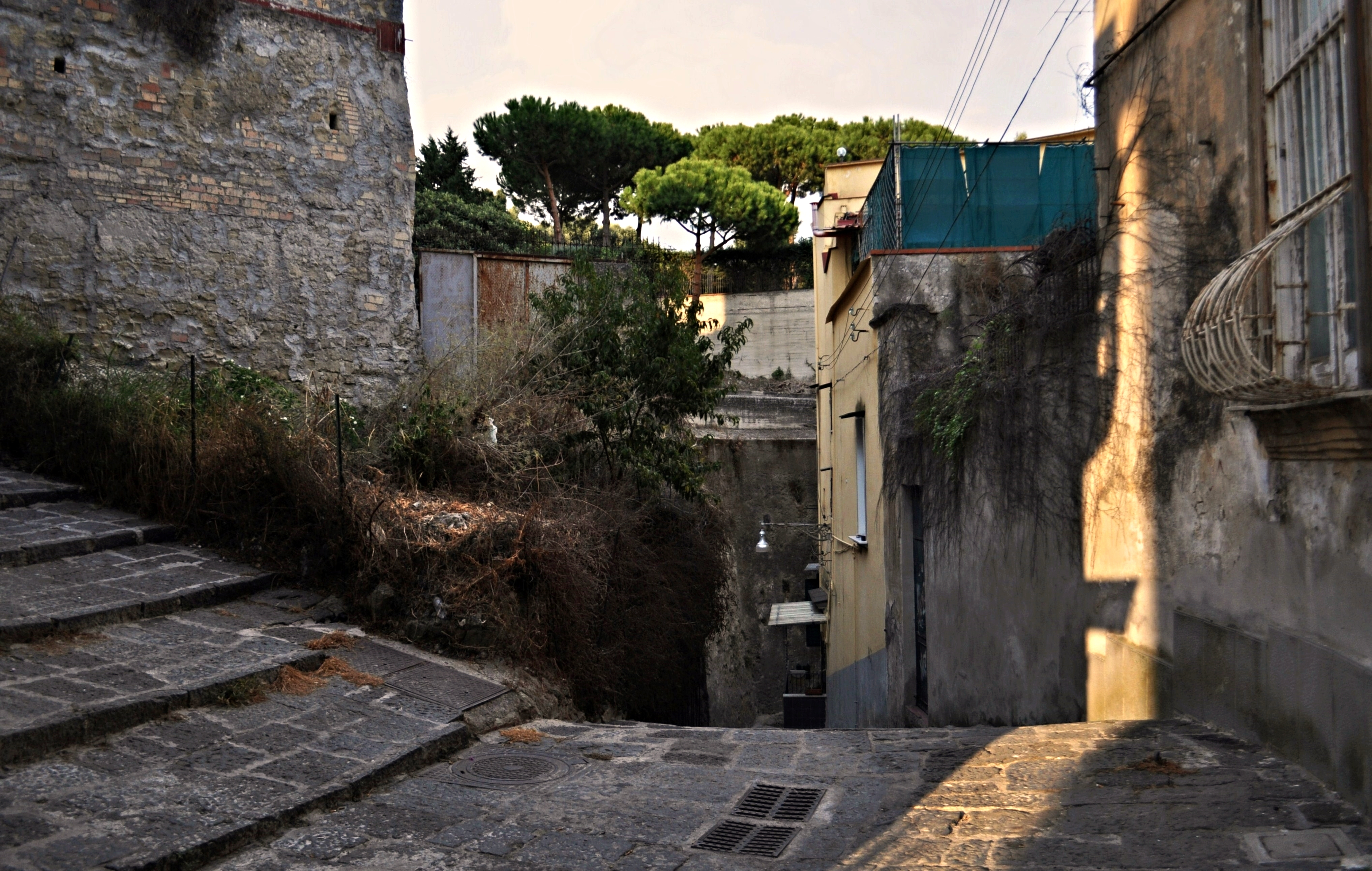
Scale del Petraio.

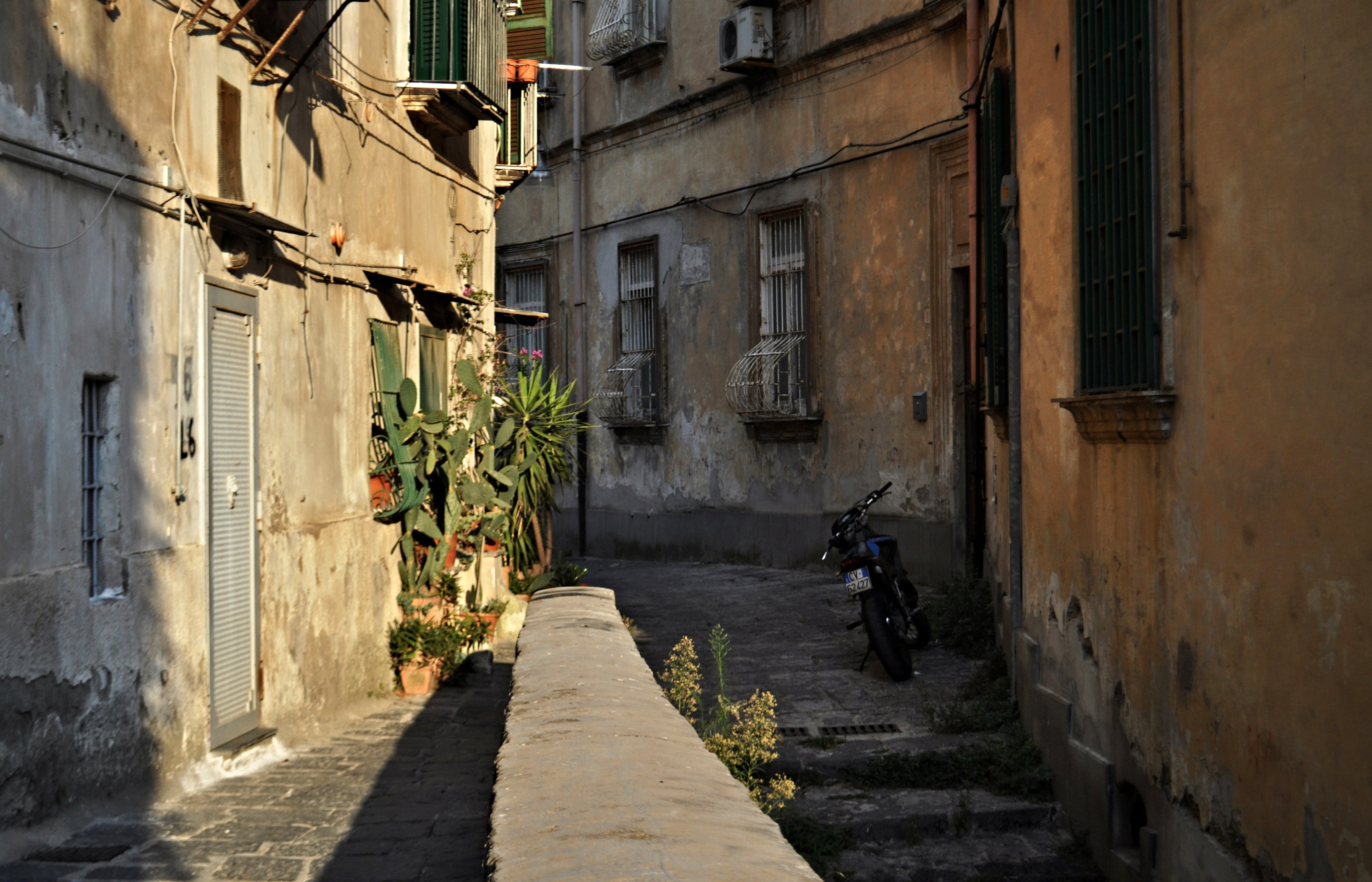
Rampe minori del Petraio.

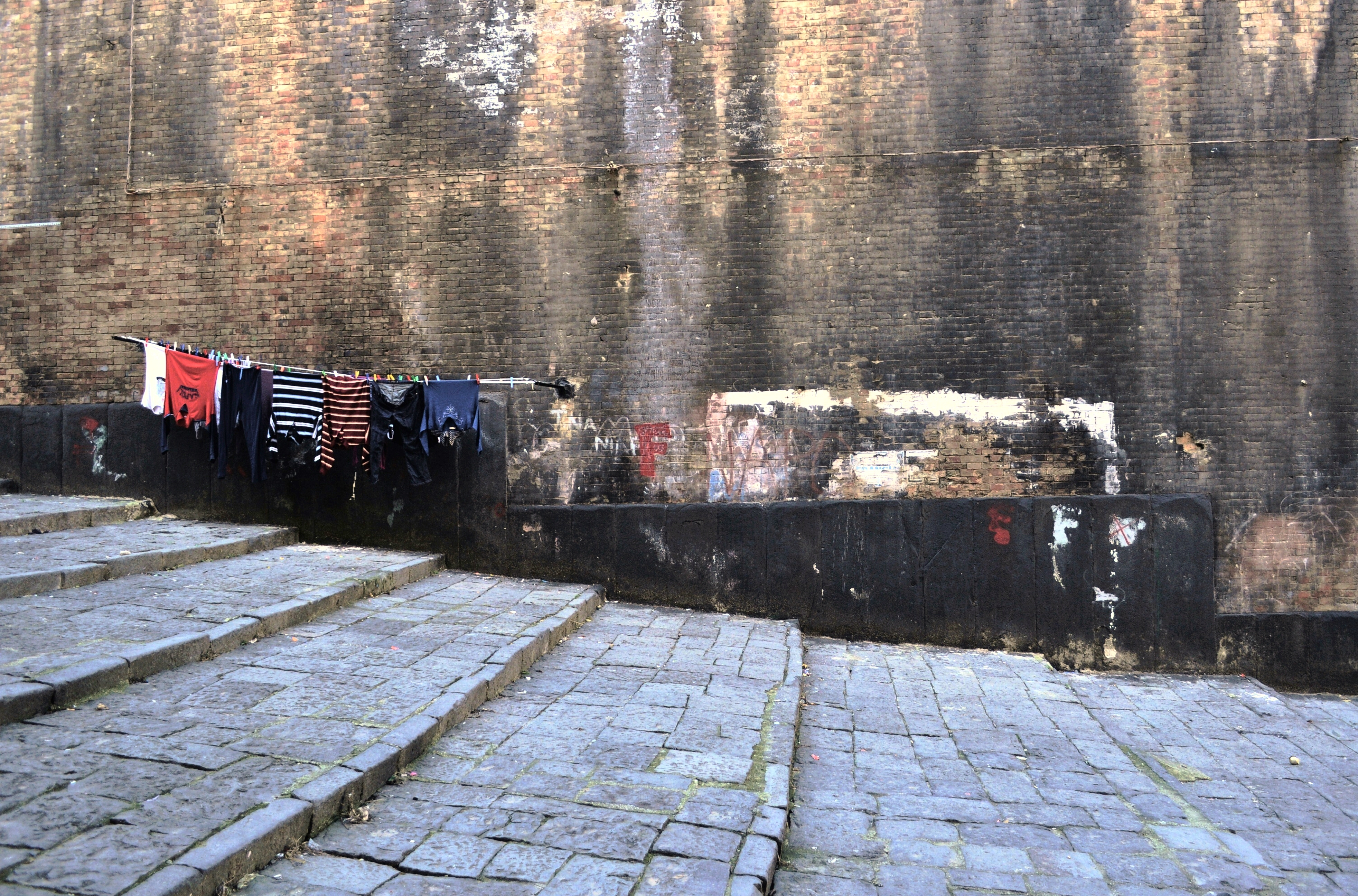
Gradonate a San Marcellino.

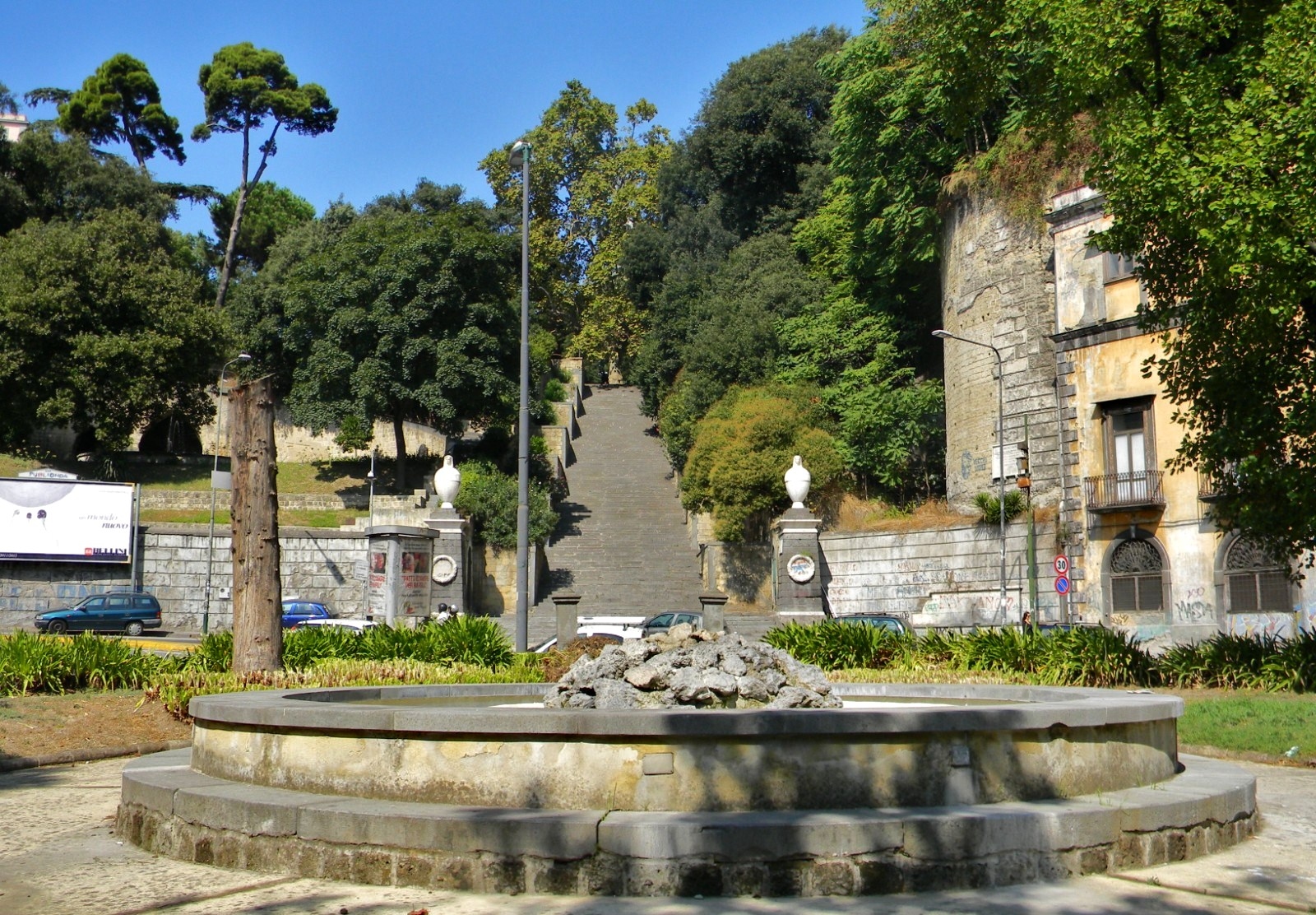
Scalinata di Capodimonte di Antonio Niccolini.

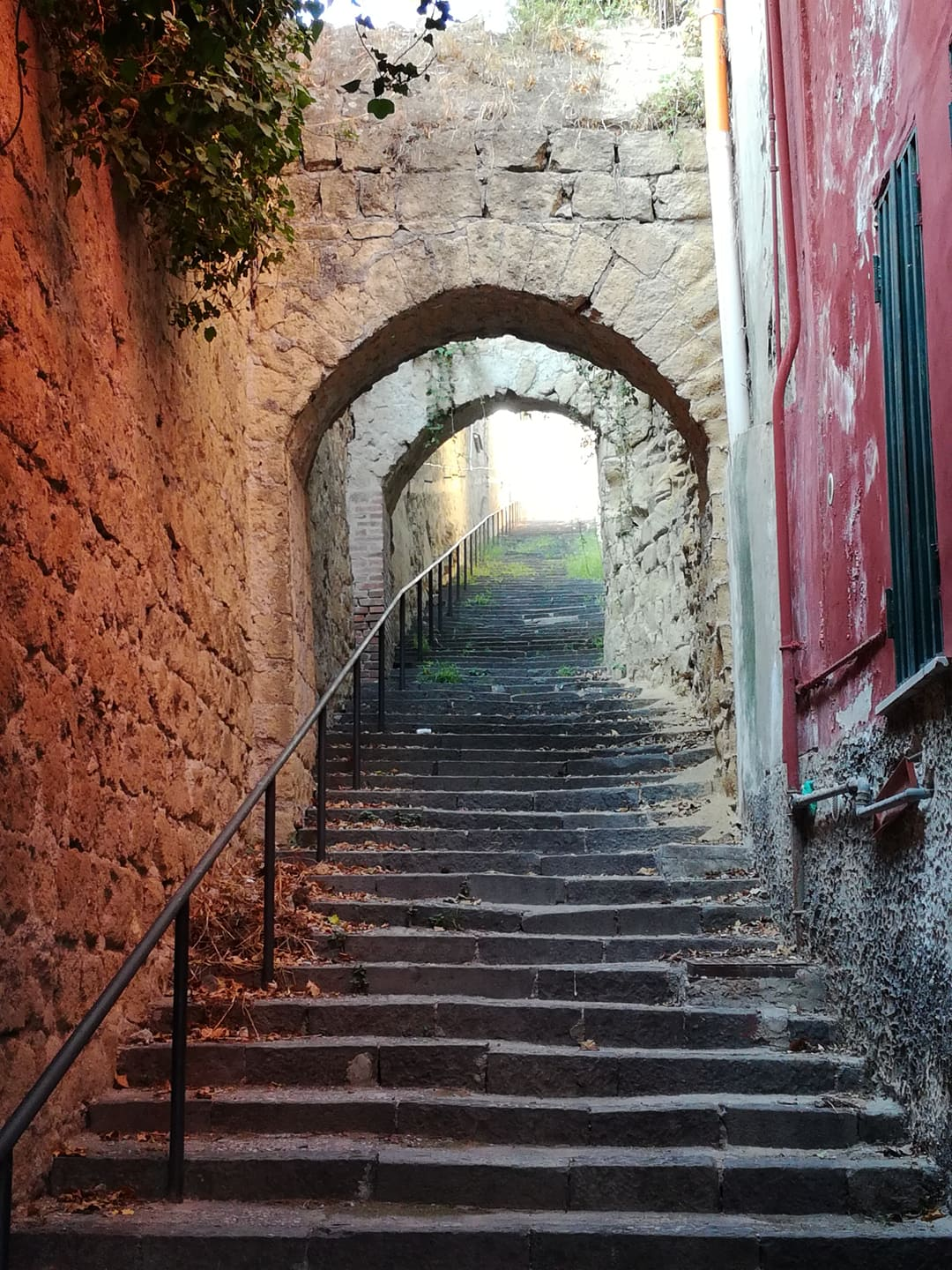
Scalinata in via Tasso.

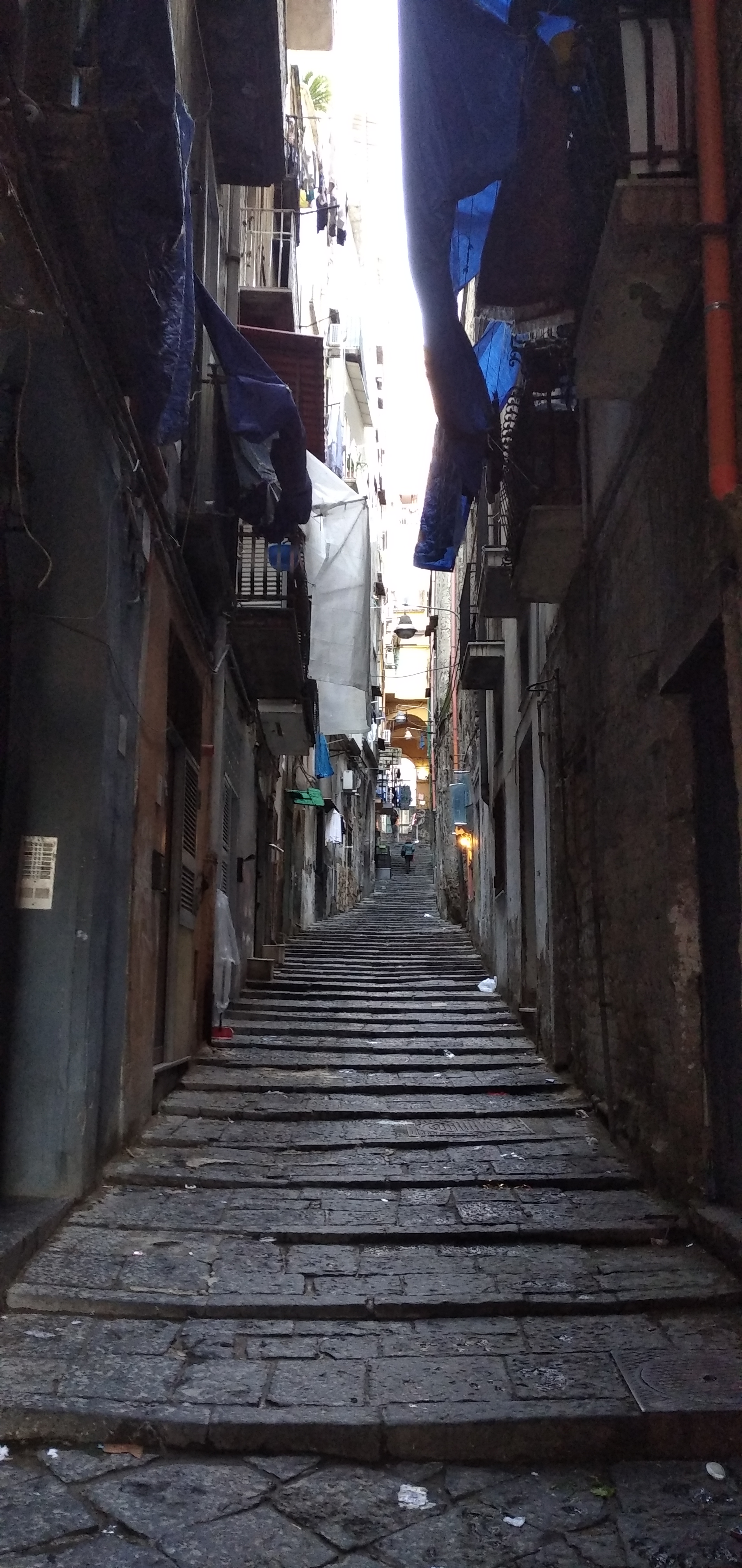
Gradini Santa Barbara.

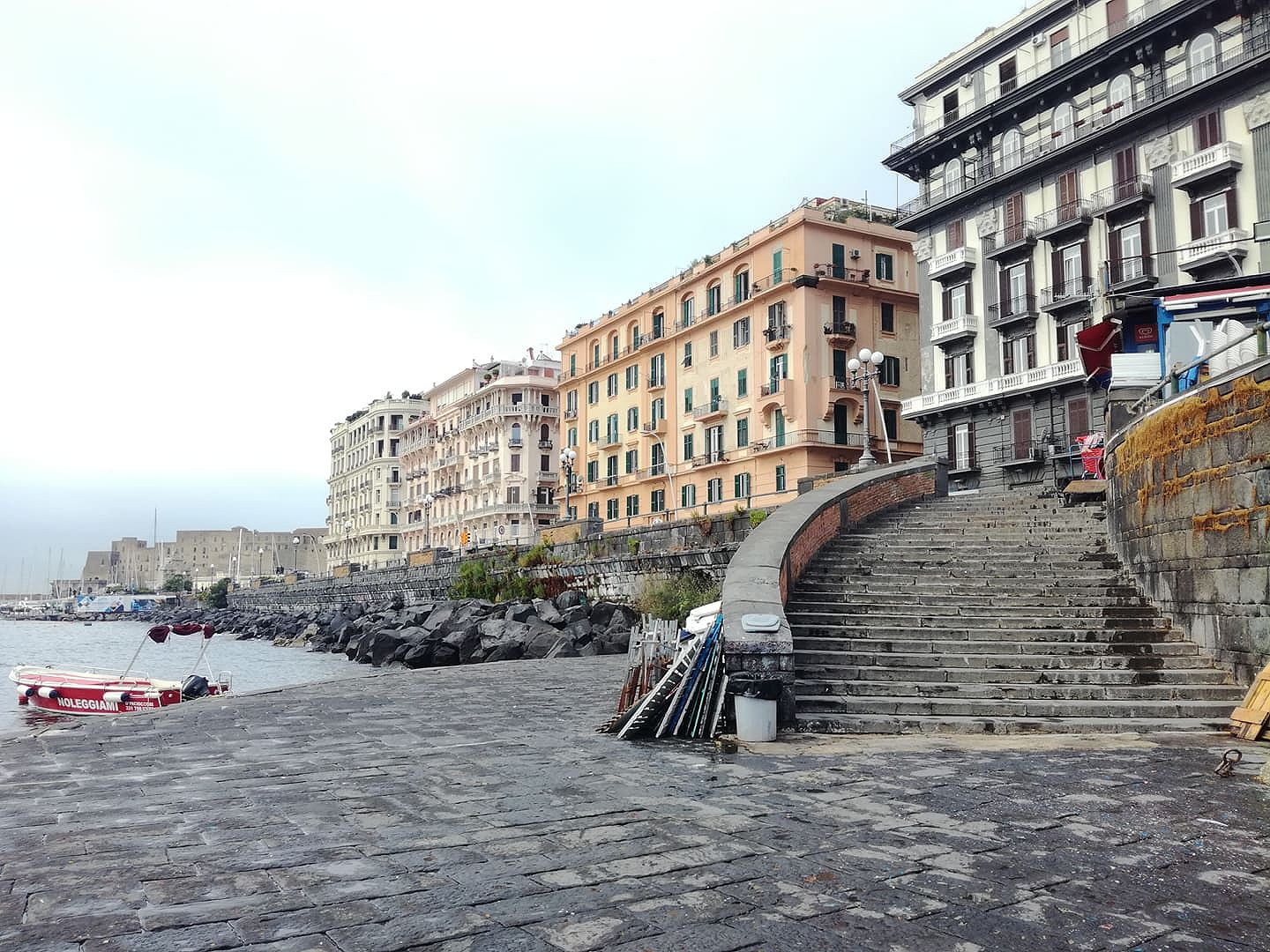
Una delle scalinate del lungomare (fine Ottocento).

Le scale di Napoli sono oltre 200 e costituiscono dei complessi sistemi urbanistici e monumentali caratterizzati da vie gradinate che congiungono varie zone della città. La storia di queste rampe è riconducibile soprattutto alle espansioni fuori dalle mura del XVI secolo.

## Storia
Le scale di Napoli sono degli antichi percorsi pedonali che congiungono le colline con il centro e la costa. I più antichi percorsi gradinati della città, il più delle volte, sono nati grazie all'interramento di torrenti o sorgenti, che un tempo scorrevano appena fuori dalla città.
Questi percorsi gradinati furono innalzati anche per collegare facilmente le varie emergenze monumentali, soprattutto religiose: monasteri, ritiri, chiese, ecc. o soprattutto, per esigenze urbanistiche.
Risultano tutt'oggi oggetto di studio e sono considerate dei veri e propri capolavori urbanistici.

### Le scale e le espansioni fuori dalle mura
Le prime espansioni che hanno interessato le colline limitrofe, risalgono al XVI secolo. In questo periodo il viceré Don Pedro Álvarez de Toledo, oltre a creare una vasta zona esclusivamente per le guarnigioni spagnole (oggi corrispondente alla zona di Montecalvario), decise di espandere la città verso la collina del Vomero. Per collegare la città bassa e la nascente città alta vennero attuati dei congiungimenti urbanistici caratterizzati da vie gradinate. Le prime realizzazioni di questo tipo furono i Gradoni di Chiaia e le Rampe Brancaccio.
L'ingrandimento della città incluse anche vaste zone fuori dalla porta di Chiaia, mentre tra la fine del XVI secolo e l'inizio del XVII secolo, anche i casali esterni alle mura subirono una grossa evoluzione: come ad esempio quello dell'Arenella che fu direttamente collegato a Via Salvator Rosa (in questo periodo, detta "strada dell'Infrascata"). Da quest'ultima strada, a sua volta, venne fatto in modo che molte rampe si congiungessero al Vomero.
Dall'altra parte della città il quartiere Chiaia, simbolo delle nuove espansioni ad ovest, fu letteralmente destinato allo svago della nobiltà partenopea e la più nota via gradinata del rione furono i gradoni di Chiaia (fu menzionata anche in brani musicali e dipinta in tele); tecnicamente ebbe il compito di agevolare la salita sulla Collina delle Mortelle. Più tardi questi gradoni vennero interrati, assumendo un aspetto di un'unica salita ripida. Tuttavia, nel luglio 2011 le istituzioni hanno deciso di ridare alla città una parte delle antiche gradinate di Chiaia.
Fuori da porta di Chiaia ci fu un'espansione ottocentesca che inglobò, entro il Corso Vittorio Emanuele, le Rampe Brancaccio; queste assunsero invece il compito di collegare le Mortelle con la zona adiacente, congiungendosi anche con le scale del Petraio.
Infine, ulteriori rampe vennero costruite e consolidate nei secoli avvenire, fino al XX secolo; ne sono un esempio quelle della zona dei Miracoli, della Salita Miradois e soprattutto il Moiariello, popolarmente detta "Posillipo dei Poveri".

## Scale: un quadro generale
Molte sono le scale scomparse e ricordate solo dai libri di storia o da antiche tele con vedute di Napoli; furono interrate e/o trasformate in semplici discese per dar maggior viabilità alle carrozze e, in un secondo momento, anche al traffico automobilistico. Comunque sia, oltre a quelle più vaste e storicamente rilevanti, numerosissime altre sono tutt'oggi esistenti costituendo oggi come allora, un tipico elemento caratterizzante l'urbanistica di Napoli.
Di seguito sono elencate e descritte alcune di grandi e medie dimensioni:

### Salita della Pedamentina
La Pedamentina è un complesso sistema di discese gradinate; con i suoi 414 scalini collega la Certosa di San Martino al Corso Vittorio Emanuele. Questa strada fu iniziata nel XIV secolo dagli architetti Tino di Camaino e Francesco de Vito ma assunse l'aspetto attuale soltanto in seguito; storicamente fu anche usata come mezzo di offesa: più volte venne dotata di sistemi di difesa contro chi intendeva assediare Castel Sant'Elmo.
Oggi rappresenta un'importante testimonianza storica ed urbanistica; essa è inoltre interessante anche da un punto di vista paesaggistico, in quanto costeggia gli orti e i giardini della vicina Certosa, oltre ad offrire pregevoli vedute sulla Baia di Napoli.

### Rampe del Petraio
Le Rampe del Petraio prendono il loro nome dalla natura estremamente pietrosa del territorio su cui sono sorte; al pari di molte altre rampe storiche della città, anche queste affondano le loro radici tra il XVI-XVII secolo. Furono costruite per collegare il Vomero al "nuovo" quartiere di Chiaia, simbolo delle espansioni fuori dalle mura. Le rampe partono dalla Certosa di San Martino (via Annibale Caccavello) e giungono al Corso Vittorio Emanuele, nei pressi del Complesso monastico di Suor Orsola Benincasa. Da tale punto si può proseguire verso le rampe Brancaccio (Via dei Mille) o verso i gradoni di Chiaia.

### Calata San Francesco
La calata San Francesco è una via gradinata del Vomero che inizia da via Belvedere e termina in via Torquato Tasso per poi continuare fino al Corso Vittorio Emanuele sotto il nome di Salita Tasso; anticamente concludeva il suo percorso molto più in basso: raggiungeva infatti la zona costiera, includendo anche via Arco Mirelli, prima che questa venisse trasformata in una semplice discesa.
Questa lunga scalinata era già presente nel 1775, come testimoniato anche dall'antica e celebre Mappa del Duca di Noja. In origine faceva parte di un piccolo borgo fuori porta, chiamato Casale del Vomero ed era composto soprattutto da case di famiglie nobiliari e cascine rurali.
Il suo vecchio nome (La grande via che discende a Chiaia) venne soppiantato da quello attuale, perché raggiungeva il Complesso di San Francesco degli Scarioni all'Arco Mirelli.

### Salita Cacciottoli
La salita Cacciottoli viene già citata da Carlo Celano il quale ricorda che l'attuale nome deriva da una villa sorta nel luogo, ad opera della famiglia Cacciuttoli (XVII secolo).
Il percorso in questione ha avuto un ruolo urbanistico molto simile a quello assunto dalle Scale della Pedamentina, ovvero quello di collegare la Certosa di San Martino al centro storico della città.
La strada è caratterizzata soprattutto da vie gradinate molto ripide. La scalinata passa anche sotto il ponte di via Girolamo Santacroce e termina il suo percorso nei pressi del ponte di Corso Vittorio Emanuele.
Questa scala attualmente versa in un grave stato di abbandono e degrado.

### Scale di Sant'Antonio ai Monti
La via gradinata in oggetto è il prolungamento di quella dei Cacciottoli. Il percorso si estende nel quartiere di Montecalvario e collega il Corso Vittorio Emanuele con Montesanto.
Le sue origini risalgono al XVII secolo e la sua denominazione trae origine da un'antica chiesa presente in questi luoghi (Sant'Antonio ai Monti del 1607). Le scalinate vennero erette per motivi urbanistici ed assunsero anche una veste monumentale, in quanto si diramavano con un andamento ripido e sinuoso e si svilupparono tra due cortine di edifici.

### Scale del Moiariello
Il toponimo Moiariello viene da piccolo Moggio, l'unità di misura agraria (moggiariello, moiariello). Infatti tutte le pendici della Collina di Capodimonte rimandano ad una conformazione agreste e Capodimonte, dall'Orto Botanico in via Foria al Real Bosco, tra giardini, orti urbani e Parchi, viene considerato il polmone verde della città.

### Altre scale importanti
- Scalinata di vico Santa Maria delle Grazie (Tondo di Capodimonte)
- via Cupa Vecchia (nei pressi di piazza San Leonardo al Vomero)
- Salita Ventaglieri
- Scale in vico Bernarndo Celentano (quartiere Sanità)
- Scalone monumentale di Montesanto
- Gradini Paradiso
- Pendino Santa Barbara
- Calata Santi Cosma e Damiano
- Salita Villanova
- Gradini Capodimonte
- Salita Scudillo
- via del Serbatoio allo Scudillo
- Scala San Pasquale
- Gradoni di Chiaia
- Gradini Francesco D'Andrea
- Scalinata di via Alessandro Telesino dette Scale di Marruccella
- Scale pallonetto Santa Lucia